# Piz Sarsura Pitschen
Piz Sarsura Pitschen är en bergstopp i Schweiz.   Den ligger i regionen Engiadina Bassa/Val Müstair och kantonen Graubünden, i den östra delen av landet, 200 km öster om huvudstaden Bern. Toppen på Piz Sarsura Pitschen är 3 133 meter över havet.
Terrängen runt Piz Sarsura Pitschen är bergig österut, men västerut är den kuperad. Närmaste större samhälle är Davos, 17,3 km nordväst om Piz Sarsura Pitschen. 
Trakten runt Piz Sarsura Pitschen består i huvudsak av gräsmarker. Runt Piz Sarsura Pitschen är det mycket glesbefolkat, med 4 invånare per kvadratkilometer.